# W̉
Cette page contient des caractères spéciaux ou non latins. S’ils s’affichent mal (▯, ?, etc.), consultez la page d’aide Unicode.
W̉ (minuscule : w̉), appelé W crochet en chef, est une lettre latine additionnelle dans la romanisation CLDR de l’alphabet arabe. Il s’agit de la lettre W diacritée d'un crochet en chef.

## Utilisation
Dans la translittération CLDR de l’alphabet arabe, le W crochet en chef ‹ w̉ › translittère la lettre wāw hamza ‹ ؤ ›.

## Représentations informatiques
Le W crochet en chef peut être représenté avec les caractères Unicode suivants :
- décomposé (latin de base, diacritiques) :

| formes    | représentations | chaînes de caractères | points de code | descriptions                                          |
| --------- | --------------- | --------------------- | -------------- | ----------------------------------------------------- |
| capitale  | W̉               | W◌̉                    | U+0057 U+0309  | lettre majuscule latine w diacritique crochet en chef |
| minuscule | w̉               | w◌̉                    | U+0077 U+0309  | lettre minuscule latine w diacritique crochet en chef |